# Drosophila parthenogenetica
Drosophila parthenogenetica är en tvåvingeart som beskrevs av Harrison Dailey Stalker 1953. Drosophila parthenogenetica ingår i släktet Drosophila och familjen daggflugor.
Artens utbredningsområde sträcker sig från Mexiko till Trinidad.
Arten kan föröka sig genom partenogenes, vilket har gett den dess artepitet parthenogenetica.